# 소문

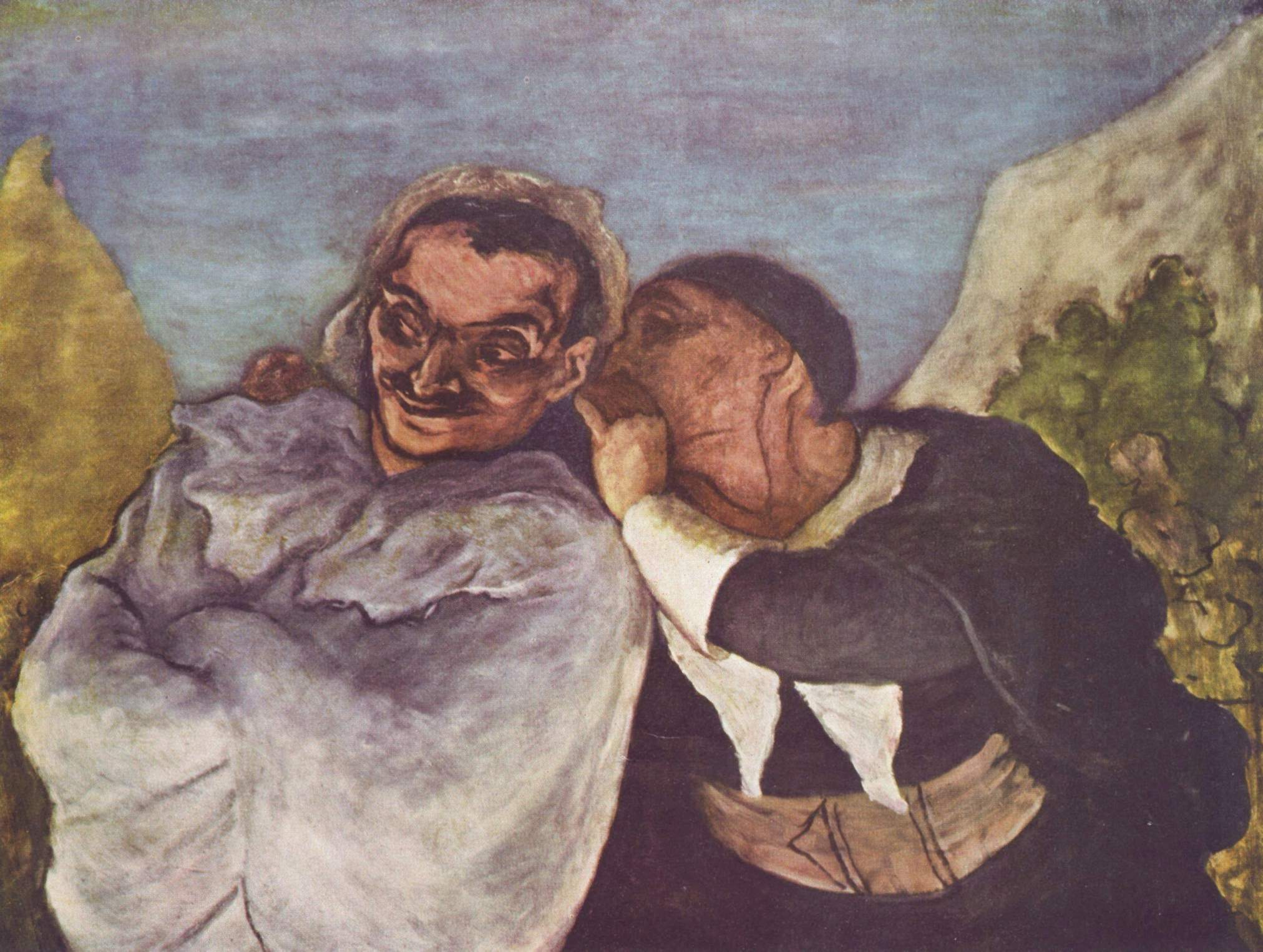
크리스핀과 스카핀, 오노레 도미에의 작품.

소문(所聞)이란 그 내용의 진위는 알 수 없지만, 세상에서 얘기되는 이야기를 말한다. 거의 같은 의미이지만, 거짓이라는 쪽에 무게를 둔 표현으로 뜬소문, 루머(영어: rumor), 유언비어, 풍문이라는 말도 있다.
심리학자 니콜라스 디폰조와 프라산트 보르디아는 소문을 '어떤 집단이 모호한 상황에 빠졌을 때 그 상황을 설명하려는 집단적인 노력'이라고 설명하였다. 심리학자 G. W. 알포트와 L. 포스트만은 소문(rumor)의 강도는 그 내용의 중요성(impotance)과 불확실성(ambiguity, 모호함)의 곱으로 나타낼 수 있다고 하였다(아래 식).
{\displaystyle R=i\times a}

## 같이 보기
- 가십
- 전설
- 도시전설
- 음모론
- 명예훼손